# MPC Neptun 900
Der Containerschiffstyp MPC Neptun 900 der Neptun Werft in Rostock wurde in einer Serie von sieben Einheiten gebaut.

## Geschichte
Die sieben Schiffe der Baureihe MPC 900 wurden von der Reederei Sovcomflot bei der Neptunwerft geordert. Die Neptun Werft übernahm den Bau der ersten vier Schiffe und eines Kaskos. Nach dem Stapellauf des letzten Neptun-Baus überhaupt, der Kapetan Moshinskiy, stellte die Werft den Schiffbau ein und konzentrierte sich auf Reparaturen und schiffbaufremde Fertigung. Den Fertigbau des Kaskos und den Bau weiterer zwei Schiffe übernahm die Warnowwerft Warnemünde GmbH in Rostock/Warnemünde.

## Einzelheiten
Der Entwurf war eine Weiterentwicklung des Typs Äquator. Die Schiffe waren als Mehrzweck-Trockenfrachtschiffe ausgelegt. In der Hauptsache wurden sie im Containertransport eingesetzt. Die Kapazität betrug anfangs 902 TEU, was später auf 1038 TEU gesteigert werden konnte, die Anzahl der Anschlüsse für Kühlcontainer betrug 100. Die Schiffe der Serie wurden mit jeweils drei Kränen mit je 40 Tonnen Tragkraft nachgerüstet, nachträglich erhielten einige Einheiten zwei stärkere 80-Tonnen-Kräne, um auch Schwergüter transportieren zu können.

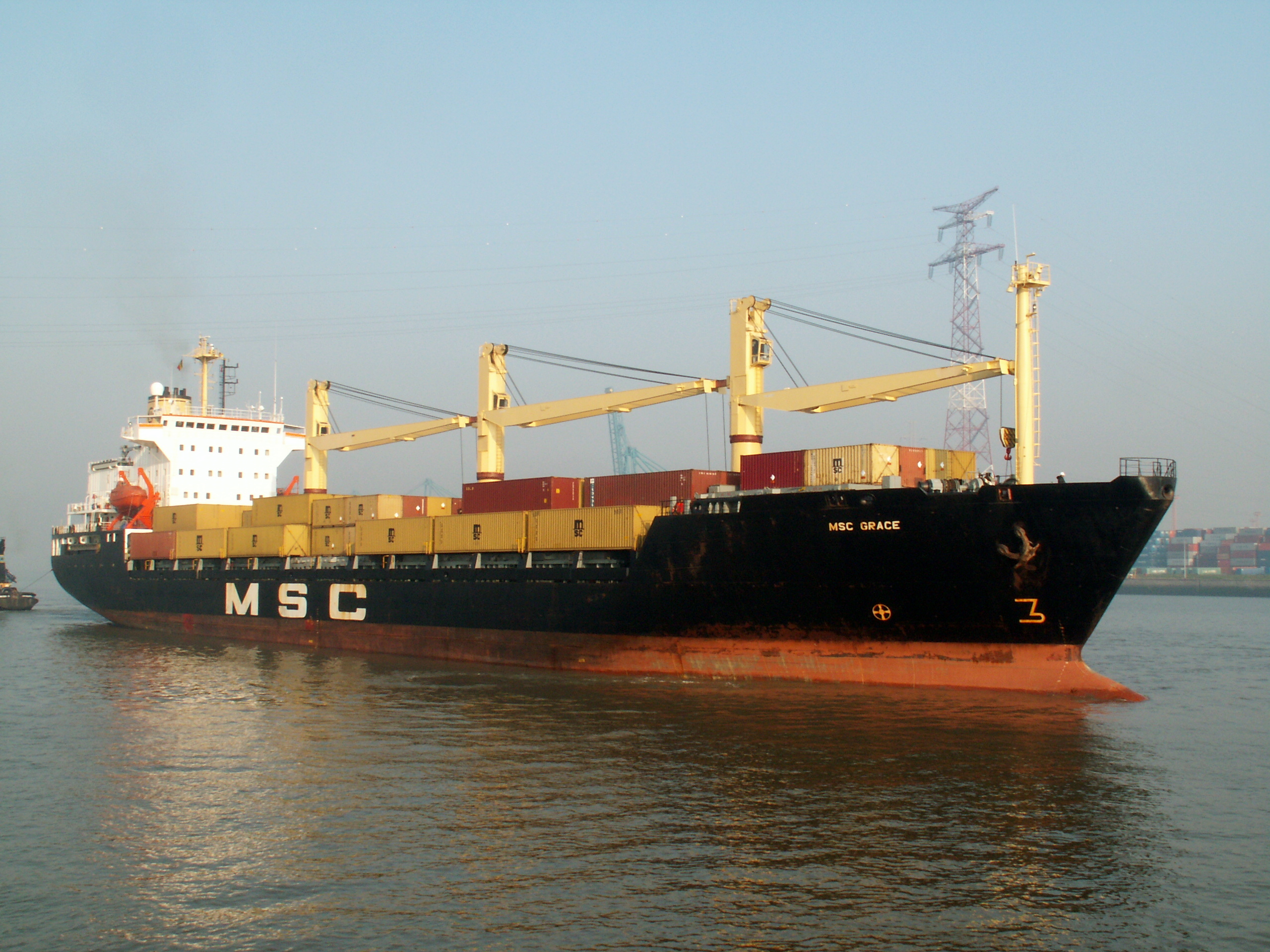
Das erstgebaute Schiff der Serie als MSC Grace im Jahr 2005 in Antwerpen.

Der Antrieb der Schiffe bestand aus einem in Rostock gefertigten DMR-Zweitakt-Dieselmotor des Sulzer-Lizenz-Typs 5RTA58 mit einer Leistung von rund 7950 kW. Der Motor wirkte über ein Getriebe auf den Wellengenerator und den Verstellpropeller. Die maximale Geschwindigkeit betrug knapp 17 Knoten. Weiterhin standen drei Hilfsdiesel und ein Notdiesel-Generator zur Verfügung. Die An- und Ablegemanöver wurden durch ein Bugstrahlruder unterstützt.
Für die Unterbringung der Besatzung waren Einzelkammern vorhanden.
Das letzte noch in Fahrt stehende und zugleich im Juni 1991 erstgebaute Schiff, die ehemalige Mikhail Tsarev, wurde im Juni 2024 als MSC Grace F zum Abwracken auf den Strand in Alang gesetzt.

## Die Schiffe
| MPC Neptun 900        | MPC Neptun 900             | MPC Neptun 900 | MPC Neptun 900    | MPC Neptun 900 |
| Bauname               | Bauwerft Baunummer         | IMO- Nummer    | Ablieferung       | Umbenennungen und Verbleib |
| --------------------- | -------------------------- | -------------- | ----------------- | --- |
| Mikhail Tsarev        | Neptun Werft 463/1506      | 8918057        | Juni 1991         | 1993 Contship Columbus, 1993 Mikhail Tsarev, 1994 Zim Rio, 1996 Mikhail Tsarev, 1997 Putney Bridge, 1999 Melanesian Chief, 2000 Putney Bridge, 2002 MSC Grace, 2022 MSC Grace F, ab Juni 2024 in Alang verschrottet. |
| Aleksandr Marinesko   | Neptun Werft 464           | 8918069        | September 1991    | 1993 Orient Shreyas, 1995 Aleksandr Marinesko, 1995 Nedlloyd Everest, 1997 Albert Bridge, 1998 Chekiang, 1999 Niugini Chief, 2001 Kiribati Chief, 2001 Albert Bridge, 2002 MSC India, ab 30. Mai 2012 in Alang verschrottet. |
| Kapitan Moshchinskiy  | Neptun Werft 465           | 8918071        | Januar 1992       | 1992 Zim Jamaica, 1994 Kapitan Moshchinskiy, 1994 Nedlloyd Cristobal, 1995 Kapitan Moshchinskiy, 1996 Isla Pinzon, 1996 Kapitan Moshchinskiy, 1997 Tower Bridge, 1998 Maersk Abidjan, 1998 Tower Bridge, 1998 Nordana Challenger, 1999 Tower Bridge, 2000 Lykes Leader, 2001 Tower Bridge, 2002 NDS Kuito, 2003 Tolteca, 2005 Oceania Chief, 2005 Newpac Cirrus, 2006 Cape Howe, 2010 Kota Berkat, ab 3. Dezember 2014 in Chittagong verschrottet. |
| Kapitan A. Krivobokov | Warnowwerft Warnemünde 467 | 8918095        | August 1992       | 1992 Zim New York, 1996 Zim Houston, 1997 Battersea Bridge, 1998 Nordana Benefactor, 1999 Battersea Bridge, 2002 Jolly Topazio, 2003 Battersea Bridge, 2004 Elbrus, ab 2. November 2012 bei PVR Ship Breaking Company in Alang verschrottet. |
| Kapitan N. Kladko     | Warnowwerft Warnemünde 466 | 8918083        | 1. September 1992 | 1992 Zim Santos, 1996 Zim Mexico, 1997 Waterloo Bridge, 1998 Nordana Defender, 1999 Waterloo Bridge, 2003 NDS Benguela, 2003 Zapoteca, 2007 Cape Hudson, 2010 Kota Berlian, ab 12. April 2015 in Chittagong verschrottet. |
| Kapitan V. Kiris      | Warnowwerft Warnemünde 468 | 8918100        | September 1992    | 1992 CMB Kiris, 1992 Kapitan V. Kiris, 1993 Zim Itajai, 1994 Kapitan V. Kiris, 1996 Libra Valparaiso, 1996 Zim Mexico II, 1998 Richmond Bridge, 1998 Lykes Victor, 2000 Richmond Bridge, 2002 NDS Prosperity, 2007 African Kite, 2008 Safmarine Kwanza, 2011 Etna, ab 10. September 2012 bei Shital Ispat in Alang verschrottet. |
| Kapitan E. Freyman    | Kvaerner Warnow Werft 470  | 8918124        | 3. März 1993      | 1994 Santander, 1994 Seal Mauritius, 1997 Barnes Bridge, 1998 Chengtu, 1999 Island Chief, 2000 Barnes Bridge, 2001 Melanesian Chief, 2002 ANL Progress, 2003 Azteca, 2007 Cape Hobart, 2009 Kota Berjaya, ab 26. April 2015 bei Harikrishna Steel Corporation in Alang verschrottet. |
| Quelle:               |                            |                |                   | |